# Zimirina tenuidens
Zimirina tenuidens är en spindelart som beskrevs av Denis 1956. Zimirina tenuidens ingår i släktet Zimirina och familjen Prodidomidae.
Artens utbredningsområde är Marocko. Inga underarter finns listade i Catalogue of Life.